# Georg Reif (Bankmanager)

Georg Reif

Georg Reif (* 6. April 1881 in Nürnberg; † 9. März 1932 in München) war ein deutscher Bankenjurist.

## Leben
Georg Reif kam als Sohn des Brauereibesitzers Peter Reif und dessen Ehefrau Elise geb. Wunderlich zur Welt. Als sein Vater 1896 gestorben war, zog er mit seiner Mutter nach Nürnberg. Nachdem er 1899 am Aegidianum die Abiturprüfung bestanden hatte, begann er an der Friedrich-Alexander-Universität Erlangen Rechtswissenschaft zu studieren. 1900 wurde er im Corps Baruthia recipiert. Er wechselte an die Ludwig-Maximilians-Universität München. 1904 war er  Vorsitzender des Kösener Congresses des Kösener Senioren-Convents-Verbands. Nach Abschluss des Studiums wurde er 1906 in Erlangen zum Dr. iur. promoviert. Er trat in den bayerischen Staatsdienst und war 1910 Akzessist bei der Königlichen Bankdirektion Nürnberg. In den Folgejahren wurde er zum Oberregierungsrat befördert. Er wurde in das Direktorium der Bayerischen Staatsbank in München berufen, dem er bis zu seinem Tode angehörte. Reif war Mitglied des Aufsichtsrates der Bürstenfabrik vorm. Emil Kränzlein AG in Erlangen und der Kur- und Schloßhotel AG in Hohenschwangau. Er starb mit noch nicht 51 Jahren im Universitätsklinikum München. Nach der Kremierung wurde seine Asche auf dem Altstädter Friedhof (Erlangen) beigesetzt. Seinem Corps hatte er 5000 Reichsmark in Goldpfandbriefen vermacht.